# السماحية الكبرى
قرية السماحية الكبرى هي إحدى القرى التابعة لمركز بلقاس في محافظة الدقهلية في جمهورية مصر العربية. حسب إحصاءات سنة 2006، بلغ إجمالي السكان في السماحية الكبرى 14902 نسمة، منهم 7249 رجل و7653 امرأة.